# Ninox rumseyi
El nínox de Cebú (Ninox rumseyi) es una especie de ave strigiforme de la familia Strigidae endémica de Filipinas. 

## Taxonomía
La especie fue descrita formalmente por Pamela Rasmussen et al. en 2012. El holotipo, una hembra, recolectado en Cebú el 17 de
marzo de 1888 por F. S. Bourns y D. C. Worcester, fue descrito previamente como subespecie del nínox de Romblón. El epíteto específico rumseyi honra al empresario y ornitólogo británico Stephen J. Rumsey, por su compromiso en la protección internacional de las aves y la investigación ornitológica en la isla de Cebú.

## Distribución
Se distribuye en los bosques húmedos de la isla filipina de Cebú, donde se puede encontrar desde el nivel del mar hasta los 1800 metros de altitud.